# Батунь (деревня)
Ба́тунь — деревня в составе Заводскослободского сельсовета Могилёвского района Могилёвской области Белоруссии.

## Географическое положение
Ближайшие населённые пункты: Батунь (посёлок), Жабин, Старина, Заболотье.

## История
В 1894 году действовала церковно-приходская школа (в 1913 г. 22 м. и 19 д.).